# Metatrichia palaestinensis
Metatrichia palaestinensis är en tvåvingeart som först beskrevs av Krober 1937.  Metatrichia palaestinensis ingår i släktet Metatrichia och familjen fönsterflugor.
Artens utbredningsområde är Israel. Inga underarter finns listade i Catalogue of Life.